# Phacelia sanzinii
Phacelia sanzinii är en strävbladig växtart som beskrevs av Cristóbal Mariá Hicken. Phacelia sanzinii ingår i Faceliasläktet som ingår i familjen strävbladiga växter. Inga underarter finns listade i Catalogue of Life.